# Município de Delaware City (condado de Delaware, Ohio)
Localização do Ohio nos E.U.A.
O município de Delaware City (em inglês: Delaware City Township) é um município localizado no condado de Delaware no estado estadounidense de Ohio. No ano 2010 tinha uma população de 34472 habitantes e uma densidade populacional de 824,64 pessoas por km².

## Geografia
O município de Delaware City encontra-se localizado nas coordenadas 40° 17′ 30″ N, 83° 04′ 51″ O. Segundo a Departamento do Censo dos Estados Unidos, o município tem uma superfície total de 41.8 km², da qual 41.55 km² correspondem a terra firme e (0.61%) 0.25 km² é água.

## Demografia
Segundo o censo de 2010, tinha 34472 pessoas residindo no município de Delaware City. A densidade de população era de 824,64 hab./km².